# Tandur
Tandur é uma cidade e um município no distrito de Rangareddi, no estado indiano de Andhra Pradesh.

## Geografia
Tandur está localizada a 17° 14′ N, 77° 35′ L. Tem uma altitude média de 450 metros (1476 pés).

## Demografia
Segundo o censo de 2001, Tandur tinha uma população de 57 943 habitantes. Os indivíduos do sexo masculino constituem 51% da população e os do sexo feminino 49%. Tandur tem uma taxa de literacia de 60%, superior à média nacional de 59,5%: a literacia no sexo masculino é de 67% e no sexo feminino é de 52%. Em Tandur, 15% da população está abaixo dos 6 anos de idade.